# Maurice Bazin
Pour les articles homonymes, voir Bazin.
Maurice Bazin est un homme politique français né le 28 septembre 1893 à Demangevelle (Haute-Saône) et décédé le 28 octobre 1944 à Saint-Yle, aujourd'hui Dole (Jura). Maurice Bazin effectua ses études au lycée Gérôme de Vesoul.

## Biographie
Membre de l'Alliance démocratique, il est élu député du Jura sous cette étiquette lors des élections législatives de 1936. À la Chambre, il s'inscrit au groupe unifié de l'AD, l'Alliance des républicains de gauche et des radicaux indépendants.
Il vote, le 10 juillet 1940, en faveur de la remise des pleins pouvoirs au Maréchal Pétain.